# Tim Johnson
Timothy Peter "Tim" Johnson, född 29 december 1946 i Canton, South Dakota, död 8 oktober 2024 i Sioux Falls, South Dakota, var en amerikansk demokratisk politiker. Han var ledamot av USA:s senat från South Dakota från 1997 till 2015, och är (2024) den senaste demokraten att ha representerat South Dakota i kongressen.
Johnson avlade juristexamen 1975 och var ledamot av South Dakotas representanthus 1979–1982, därefter senat 1983–1986. Han representerade därefter South Dakota i USA:s representanthus 1987–1997.
1996 valdes Johnson till USA:s senat genom att besegra en sittande republikansk senator, Larry Pressler. 2002, ett år då republikanerna seglade i stark medvind, vann han ett knappt omval med endast 524 rösters marginal mot republikanen John Thune. I senaten tillhörde han den mer moderata falangen, vilket reflekterar att han representerade en i huvudsak agrar och konservativ delstat.
Johnson, en politiker med relativt låg nationell profil, hamnade i medias blickfång i december 2006 då han drabbades av en hjärnblödning. Hans sjukdom reste frågan om majoritetsförhållandet i senaten då mellanårsvalen i november hade givit demokraterna en mycket knapp majoritet i senaten (51–49). Johnson tillfrisknade dock gradvis och återupptog sin aktivitet i senaten.
Johnson var gift och hade två barn. Han var lutheran.